# Liste der Bodendenkmäler in Gräfelfing
Auf dieser Seite sind die Bodendenkmäler in der oberbayerischen Gemeinde Gräfelfing zusammengestellt. Diese Tabelle ist eine Teilliste der Liste der Bodendenkmäler in Bayern. Grundlage ist die Bayerische Denkmalliste, die auf Basis des Bayerischen Denkmalschutzgesetzes vom 1. Oktober 1973 erstmals erstellt wurde und seither durch das Bayerische Landesamt für Denkmalpflege geführt wird. Die folgenden Angaben ersetzen nicht die rechtsverbindliche Auskunft der Denkmalschutzbehörde.

## Bodendenkmäler in Gräfelfing
| Lage                    | Objekt | Akten-Nr.     | Bild           |
| ----------------------- | --- | ------------- | -------------- |
| (Standort)              | Grabhügel mit Bestattungen der mittleren Bronzezeit und der frühen Latènezeit sowie Siedlung vor- und frühgeschichtlicher Zeitstellung.              | D-1-7834-0106 |                |
| (Standort)              | Grabhügel vorgeschichtlicher Zeitstellung. | D-1-7834-0107 |                |
| (Standort)              | Grabhügel vorgeschichtlicher Zeitstellung. | D-1-7834-0138 |                |
| (Standort)              | Körpergräber der späten römischen Kaiserzeit. | D-1-7834-0141 |                |
| (Standort)              | Körpergräber des frühen Mittelalters. | D-1-7834-0147 |                |
| (Standort)              | Reihengräberfeld des frühen Mittelalters. | D-1-7834-0351 |                |
| Würmstraße 1 (Standort) | Untertägige mittelalterliche und frühneuzeitliche Befunde im Bereich der katholischen Pfarrkirche St. Stephan in Gräfelfing und ihres Vorgängerbaus. | D-1-7834-0354 | weitere Bilder |
| (Standort)              | Siedlung des hohen und späten Mittelalters. | D-1-7834-0401 |                |
| Kirchweg 2 (Standort)   | Untertägige mittelalterliche und frühneuzeitliche Befunde im Bereich der katholischen Pfarrkirche St. Johann Baptist in Lochham.                     | D-1-7834-0409 | weitere Bilder |